# Villamblard
Villamblard [vilɑ̃blaʁ] est une commune française située dans le département de la Dordogne, en région Nouvelle-Aquitaine.
De 1802 à 2015, la commune était le chef-lieu du canton de Villamblard.

## Géographie

### Généralités
Dans le quart sud-ouest du département de la Dordogne, dans le Landais, la commune de Villamblard est traversée du nord-est au sud-ouest par le Roy, petit affluent de la Crempse et donc sous-affluent de l'Isle.
Le bourg de Villamblard, implanté au carrefour des routes départementales 4 et 39, se situe, en distances orthodromiques, 14 kilomètres à l'est de Mussidan et autant au sud de Saint-Astier.
La commune est également desservie au nord-est par la route départementale 42 (vers Saint-Mayme-de-Péreyrol) et au nord par la RD 107 (vers Jaure).
Le sentier de grande randonnée GR 654 traverse le territoire communal du nord-ouest au sud-ouest, sur environ cinq kilomètres.

### Communes limitrophes
Villamblard est limitrophe de huit autres communes dont Grignols au nord-ouest sur environ 500 mètres.
| Grignols                           | Jaure                | Bourrou  |
| Saint-Jean-d'Estissac              | Villamblard          |          |
| Saint-Hilaire-d'Estissac, Beleymas | Montagnac-la-Crempse | Douville |

### Géologie et relief

#### Géologie
Situé sur la plaque nord du Bassin aquitain et bordé à son extrémité nord-est par une frange du Massif central, le département de la Dordogne présente une grande diversité géologique. Les terrains sont disposés en profondeur en strates régulières, témoins d'une sédimentation sur cette ancienne plate-forme marine. Le département peut ainsi être découpé sur le plan géologique en quatre gradins différenciés selon leur âge géologique. Villamblard est située dans le troisième gradin à partir du nord-est, un plateau formé de calcaires hétérogènes du Crétacé.
Les couches affleurantes sur le territoire communal sont constituées de formations superficielles du Quaternaire et de roches sédimentaires datant pour certaines du Cénozoïque, et pour d'autres du Mésozoïque. La formation la plus ancienne, notée c5c, date du Campanien 3, une alternance de marnes à glauconie et de calcaires crayo-marneux jaunâtres. La formation la plus récente, notée CFp, fait partie des formations superficielles de type colluvions indifférenciées de versant, de vallon et plateaux issues d'alluvions, molasses, altérites. Le descriptif de ces couches est détaillé dans  la feuille « no 782 - Mussidan » de la carte géologique au 1/50 000 de la France métropolitaine, et sa notice associée.

Carte géologique de Villamblard.

#### Relief et paysages
Le département de la Dordogne se présente comme un vaste plateau incliné du nord-est (491 m, à la forêt de Vieillecour dans le Nontronnais, à Saint-Pierre-de-Frugie) au sud-ouest (2 m à Lamothe-Montravel). L'altitude du territoire communal varie quant à elle entre 100 mètres au sud-ouest du territoire communal, au sud du lieu-dit Pouyol, là où le Roy quitte la commune pour servir de limite entre celles de Beleymas et Saint-Hilaire-d'Estissac, et 222 ou 225 mètres, est localisée au nord-est, au nord du lieu-dit le Sorbier.
Dans le cadre de la Convention européenne du paysage entrée en vigueur en France le 1er juillet 2006, renforcée par la loi du 8 août 2016 pour la reconquête de la biodiversité, de la nature et des paysages, un atlas des paysages de la Dordogne a été élaboré sous maîtrise d’ouvrage de l’État et publié en octobre 2020. Les paysages du département s'organisent en huit unités paysagères,. La commune fait partie du Périgord central, un paysage vallonné, aux horizons limités par de nombreux bois, plus ou moins denses, parsemés de prairies et de petits champs.
La superficie cadastrale de la commune publiée par l'Insee, qui sert de référence dans toutes les statistiques, est de 20,43 km2,,. La superficie géographique, issue de la BD Topo, composante du Référentiel à grande échelle produit par l'IGN, est quant à elle de 20,52 km2.

### Hydrographie

#### Réseau hydrographique

Réseaux hydrographique et routier de Villamblard.

La commune est située dans le bassin de la Dordogne au sein du Bassin Adour-Garonne. Elle est drainée par le Roy et le ruisseau de Floyac et par divers petits cours d'eau, qui constituent un réseau hydrographique de 13 km de longueur totale,.
Affluent de rive droite de la Crempse, le Roy prend sa source dans le nord-est de la commune et la traverse en direction du sud-ouest sur six kilomètres et demi, dont 600 mètres en limite de Beleymas.
Son affluent de rive droite le ruisseau de Floyac prend également sa source dans le nord-est de la commune et rejoint le Roy 300 mètres au sud-est du centre-bourg de Villamblard.

#### Gestion et qualité des eaux
Le territoire communal est couvert par le schéma d'aménagement et de gestion des eaux (SAGE) « Isle - Dronne ». Ce document de planification, dont le territoire regroupe les bassins versants de l'Isle et de la Dronne, d'une superficie de 7 500 km2, a été approuvé le 2 août 2021. La structure porteuse de l'élaboration et de la mise en œuvre est l'établissement public territorial de bassin de la Dordogne (EPIDOR). Il définit sur son territoire les objectifs généraux d’utilisation, de mise en valeur et de protection quantitative et qualitative des ressources en eau superficielle et souterraine, en respect des objectifs de qualité définis dans le troisième SDAGE  du Bassin Adour-Garonne qui couvre la période 2022-2027, approuvé le 10 mars 2022.
La qualité des eaux de baignade et des cours d’eau peut être consultée sur un site dédié géré par les agences de l’eau et l’Agence française pour la biodiversité.

### Climat
Pour des articles plus généraux, voir Climat de la Nouvelle-Aquitaine et Climat de la Dordogne.
Historiquement, la commune est exposée à un climat océanique aquitain.  
En 2020, Météo-France publie une typologie des climats de la France métropolitaine dans laquelle la commune est exposée à un climat océanique altéré et est dans la région climatique  Aquitaine, Gascogne, caractérisée par une pluviométrie abondante au printemps, modérée en automne, un faible ensoleillement au printemps, un été chaud (19,5 °C), des vents faibles, des brouillards fréquents en automne et en hiver et des orages fréquents en été (15 à 20 jours).
Pour la période 1971-2000, la température annuelle moyenne est de 12,5 °C, avec  une amplitude thermique annuelle de 15,1 °C. Le cumul annuel moyen de précipitations est de 877 mm, avec 11,7 jours de précipitations en janvier et 6,5 jours en juillet. Pour la période 1991-2020, la température moyenne annuelle observée sur la station météorologique la plus proche, située sur la commune de Bergerac à 19 km à vol d'oiseau, est de 13,2 °C et le cumul annuel moyen de précipitations est de 792,9 mm,. Pour l'avenir, les paramètres climatiques de la commune estimés pour 2050 selon différents scénarios d’émission de gaz à effet de serre sont consultables sur un site dédié publié par Météo-France en novembre 2022.

## Urbanisme

### Typologie
Au 1er janvier 2024, Villamblard est catégorisée commune rurale à habitat dispersé, selon la nouvelle grille communale de densité à 7 niveaux définie par l'Insee en 2022.
Elle est située hors unité urbaine et hors attraction des villes,.

### Occupation des sols
L'occupation des sols de la commune, telle qu'elle ressort de la base de données européenne d’occupation biophysique des sols Corine Land Cover (CLC), est marquée par l'importance des forêts et milieux semi-naturels (53,2 % en 2018), une proportion sensiblement équivalente à celle de 1990 (52,7 %). La répartition détaillée en 2018 est la suivante : 
forêts (53,2 %), zones agricoles hétérogènes (28 %), prairies (16,5 %), zones urbanisées (2,4 %). L'évolution de l’occupation des sols de la commune et de ses infrastructures peut être observée sur les différentes représentations cartographiques du territoire : la carte de Cassini (XVIIIe siècle), la carte d'état-major (1820-1866) et les cartes ou photos aériennes de l'IGN pour la période actuelle (1950 à aujourd'hui).

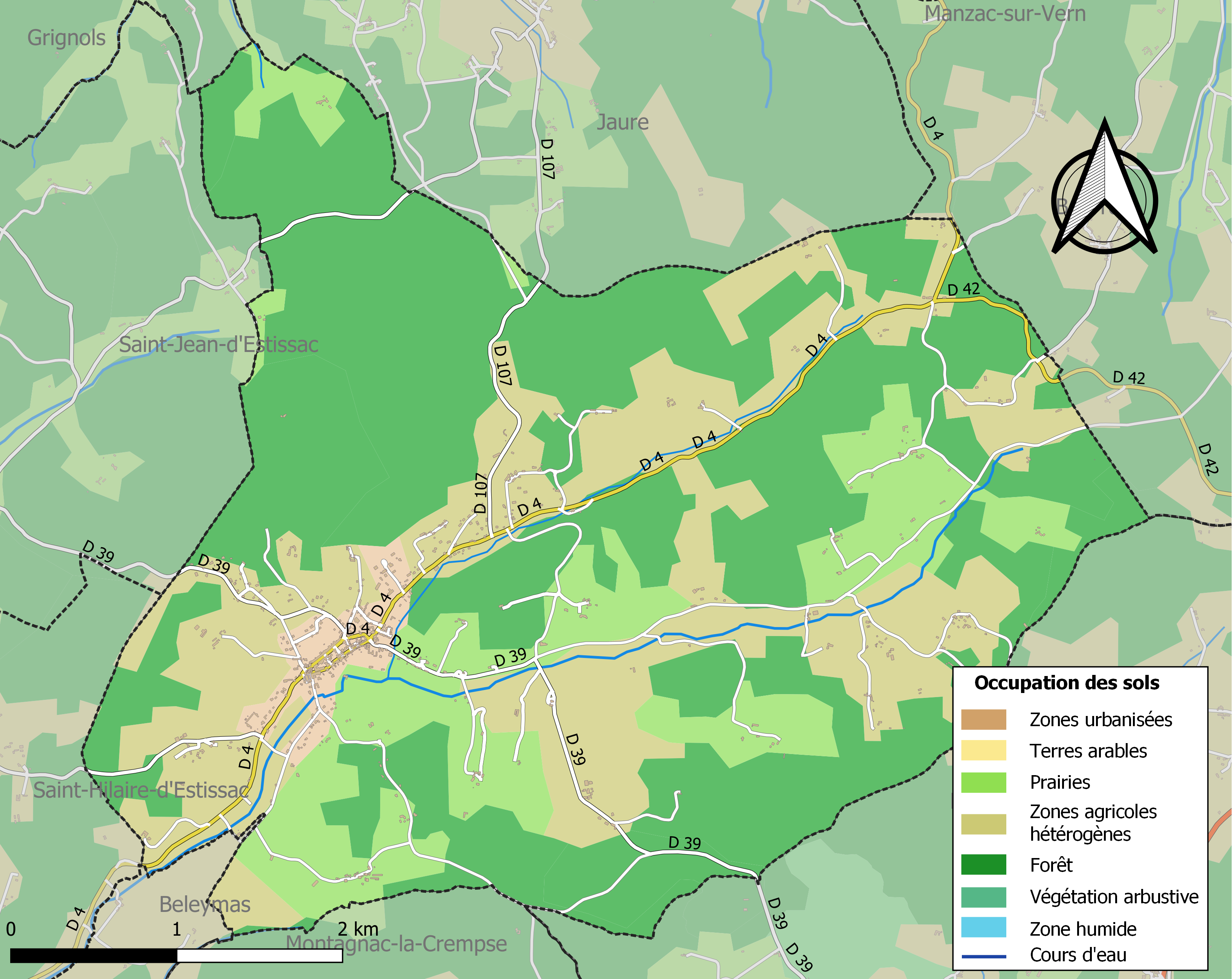
Carte des infrastructures et de l'occupation des sols de la commune en 2018 (CLC).

### Prévention des risques

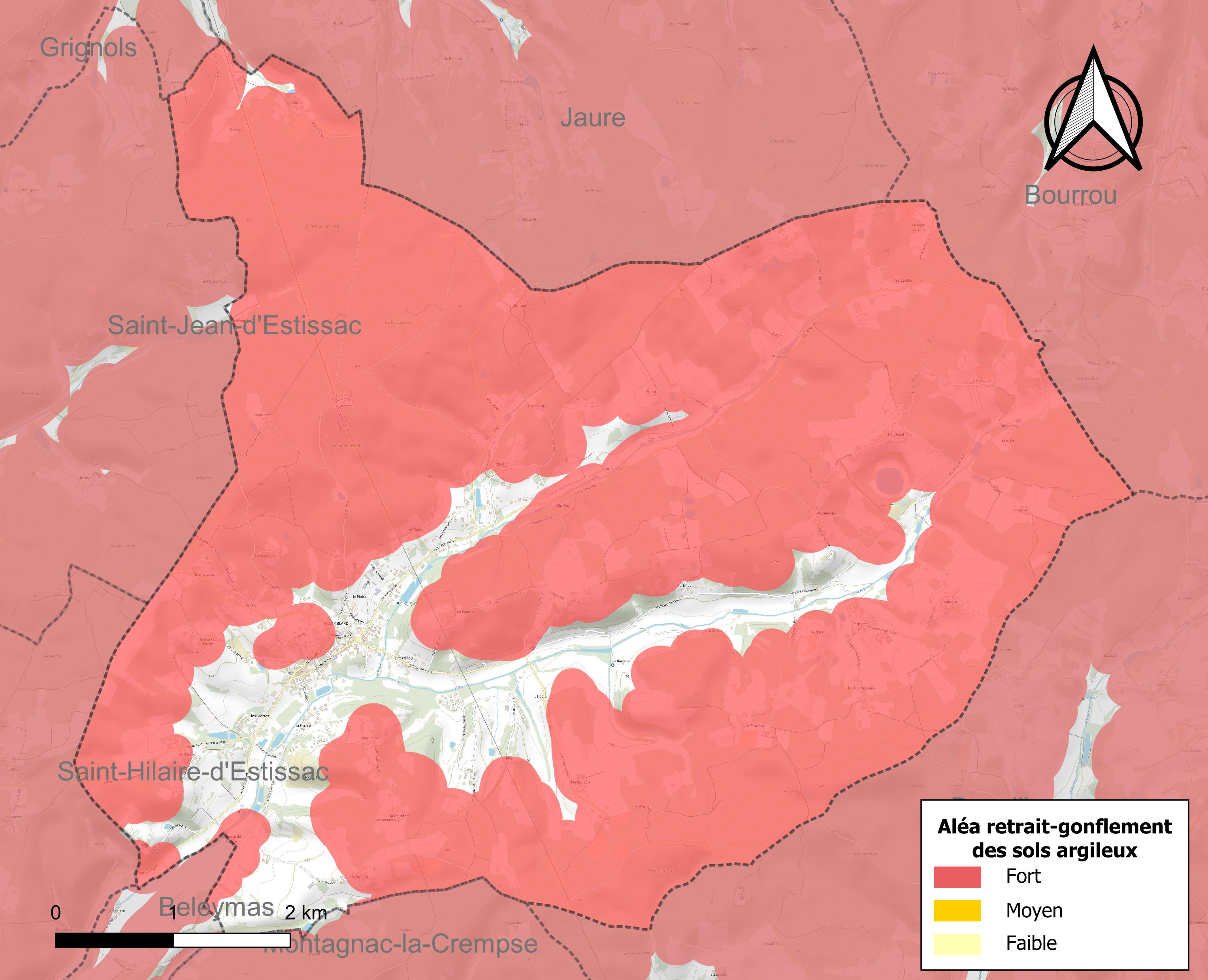
Carte des zones d'aléa retrait-gonflement des sols argileux de Villamblard.

Le territoire de la commune de Villamblard est vulnérable à différents aléas naturels : météorologiques (tempête, orage, neige, grand froid, canicule ou sécheresse), feux de forêts, mouvements de terrains et séisme (sismicité très faible). Un site publié par le BRGM permet d'évaluer simplement et rapidement les risques d'un bien localisé soit par son adresse soit par le numéro de sa parcelle.
Villamblard est exposée au risque de feu de forêt. L’arrêté préfectoral du 14 mars 2013 fixe les conditions de pratique des incinérations et de brûlage dans un objectif de réduire le risque de départs d’incendie. À ce titre, des périodes sont déterminées : interdiction totale du 15 février au 15 mai et du 15 juin au 15 octobre, utilisation réglementée du 16 mai au 14 juin et du 16 octobre au 14 février. En septembre 2020, un plan inter-départemental de protection des forêts contre les incendies (PidPFCI) a été adopté pour la période 2019-2029,.
Les mouvements de terrains susceptibles de se produire sur la commune sont des tassements différentiels. Le retrait-gonflement des sols argileux est susceptible d'engendrer des dommages importants aux bâtiments en cas d’alternance de périodes de sécheresse et de pluie. 83,3 % de la superficie communale est en aléa moyen ou fort (58,6 % au niveau départemental et 48,5 % au niveau national métropolitain). Depuis le 1er octobre 2020, en application de la loi ÉLAN, différentes contraintes s'imposent aux vendeurs, maîtres d'ouvrages ou constructeurs de biens situés dans une zone classée en aléa moyen ou fort,.
La commune a été reconnue en état de catastrophe naturelle au titre des dommages causés par les inondations et coulées de boue survenues en 1982, 1983, 1986, 1989, 1999 et 2018, par la sécheresse en 1991, 1992, 1995, 2009 et 2011 et par des mouvements de terrain en 1999.

## Toponymie

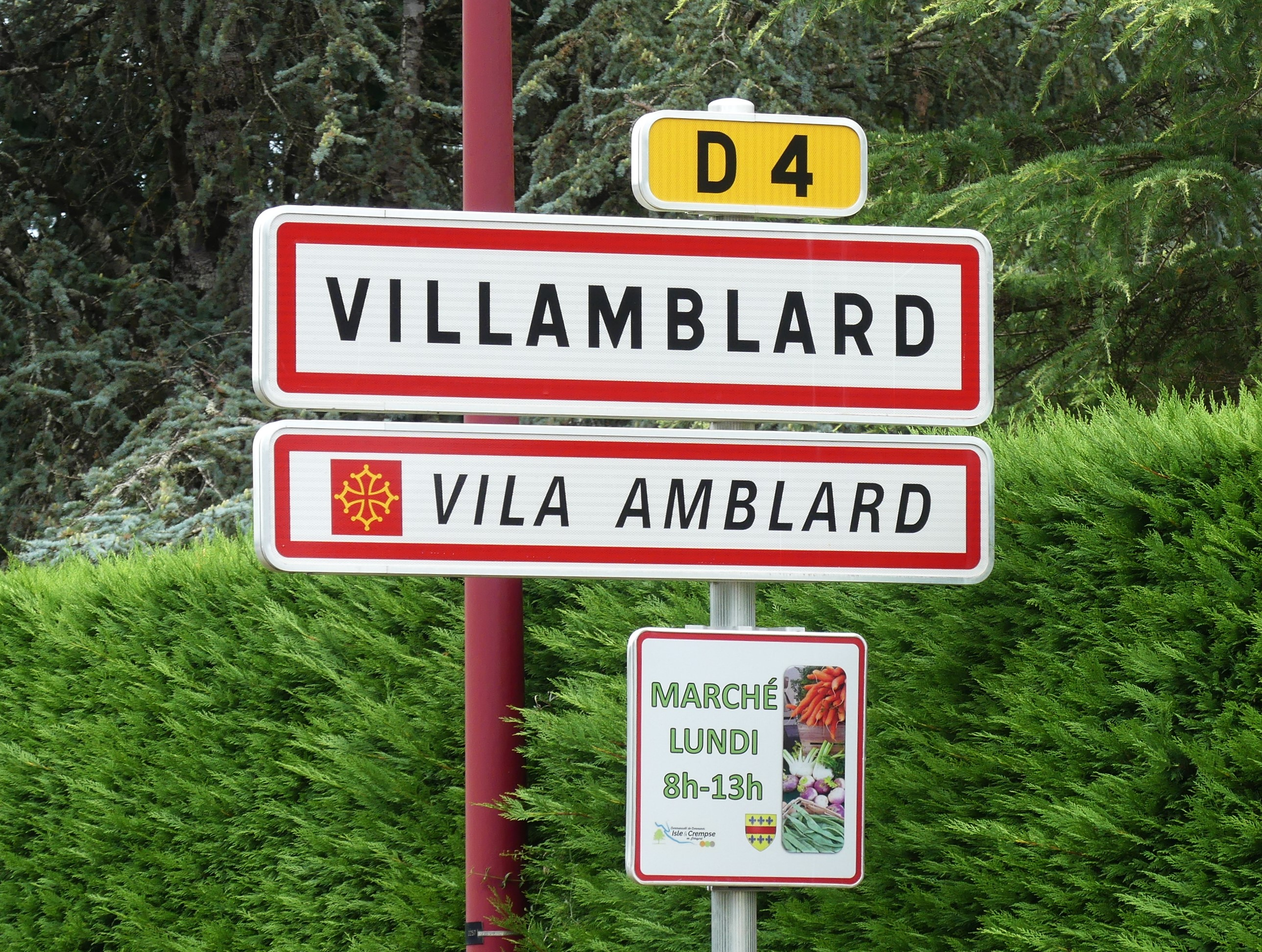
Panneau d'entrée au bourg de Villamblard.

En occitan, la commune porte le nom de Vila Amblard.

## Histoire
La bastide de Saint-Barthélémy-de-Goyran fut fondée en 1316 pour le roi d'Angleterre Édouard II. Elle ne se développa pas et disparut à la fin du XVe siècle. Bâtie à proximité de la confluence du Roy avec la Crempse, différents auteurs la situent à Beleymas, Saint-Hilaire-d'Estissac, ou encore Villamblard.
Au XIVe siècle, le repaire noble (ou château) d'Estissac est le siège d'une châtellenie à laquelle sont rattachées trois paroisses : Saint Hilaire, Saint Jean et Saint Séverin. Son emplacement précis n'est pas connu, et selon différents historiens, pourrait se situer  soit au nord d'Issac, soit entre Saint-Jean-d'Estissac et Villamblard en forêt de Barreyrenc, soit sur l'actuelle commune de Villamblard, ou encore à Campagnac, lieu-dit de l'actuelle commune de Saint-Hilaire-d'Estissac, un kilomètre au sud-est du bourg.
Dans la nuit du 10 au 11 octobre 1941 eut lieu le premier parachutage combiné d'agents (au nombre de quatre) et d'armes (deux conteneurs) en France. Organisé pour le compte du SOE section F, l'opération avait pour nom de code « Corsican ». Le lieu avait été choisi par Jean Pierre-Bloch au voisinage de sa propriété de Villamblard. Voir la section Beleymas#Personnalités liées à la commune.

## Politique et administration

### Rattachements administratifs et électoraux
Dès 1790, la commune de Villamblard a été rattachée au canton de Montagnac qui dépendait du district de Bergerac jusqu'en 1795, date de suppression des districts. En 1801, le canton dépend de l'arrondissement de Bergerac et l'année suivante, il prend le nom de canton de Villamblard, à la suite du transfert du chef-lieu de canton depuis Montagnac vers Villamblard.
Dans le cadre de la réforme de 2014 définie par le décret du 21 février 2014, ce canton disparaît aux élections départementales de mars 2015. La commune est alors rattachée électoralement au canton du Périgord central dont le bureau centralisateur est fixé à Vergt.
En 2017, Villamblard est rattachée à l'arrondissement de Périgueux,.

### Intercommunalité
Fin 2001, Villamblard intègre dès sa création la communauté de communes du Pays de Villamblard dont elle est le siège. Celle-ci disparaît au 31 décembre 2016, remplacée au 1er janvier 2017 par la communauté de communes Isle et Crempse en Périgord, dont le siège est à Mussidan.

### Administration municipale
La population de la commune étant comprise entre 500 et 1 499 habitants au recensement de 2017, quinze conseillers municipaux ont été élus en 2020,.

### Liste des maires
| Période                                  | Période    | Identité             | Étiquette    | Qualité                                                                                      |
| ---------------------------------------- | ---------- | -------------------- | ------------ | -------------------------------------------------------------------------------------------- |
| Les données manquantes sont à compléter. |            |                      |              |                                                                                              |
|                                          |            |                      |              |                                                                                              |

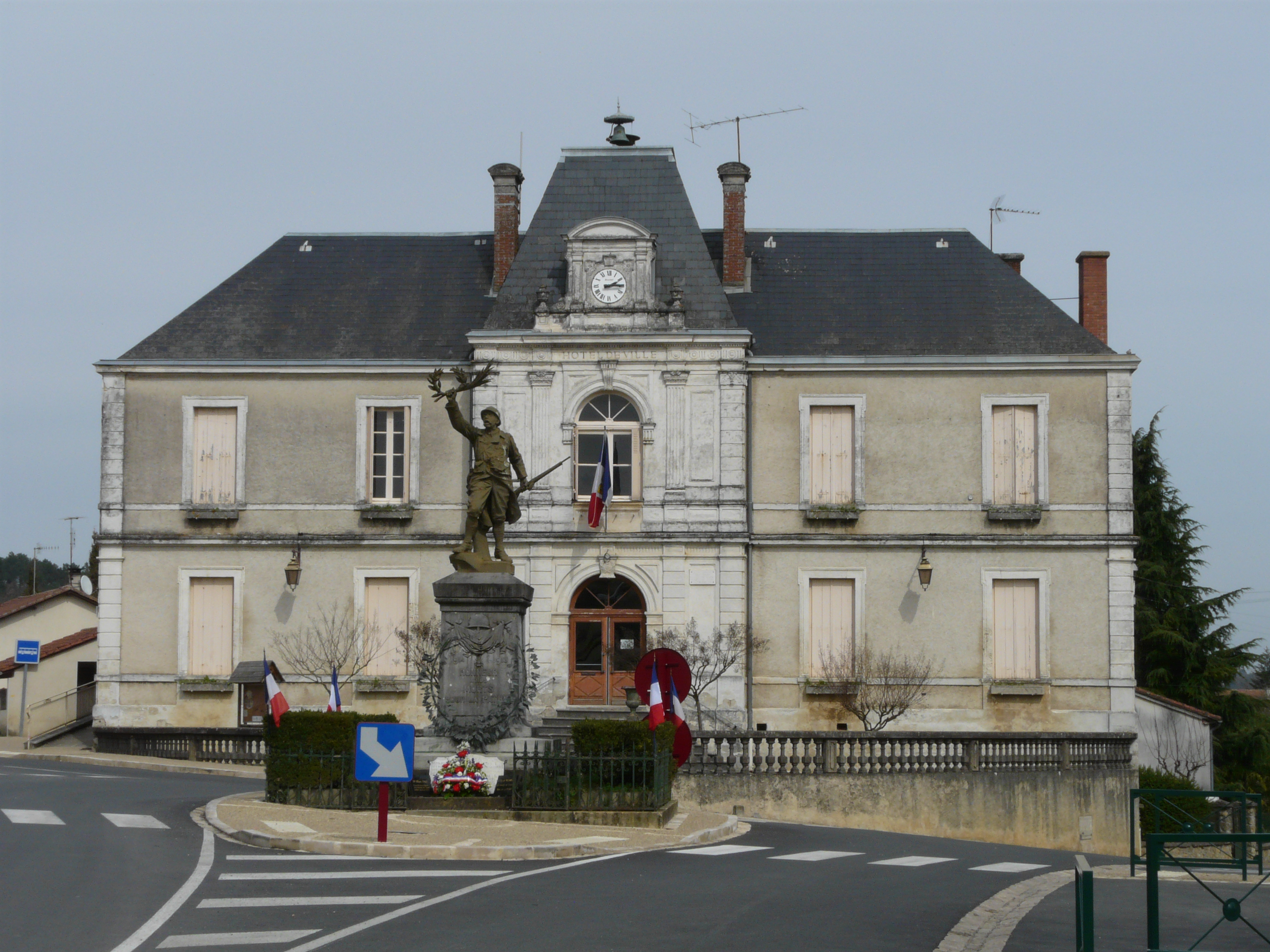
Le monument aux morts et la mairie de Villamblard.

|                                          | 1944       | Édouard Dupuy        | SFIO         | Révoqué par le Gouvernement de Vichy Conseiller général du canton de Villamblard (1945-1955) |
|                                          |            |                      |              |                                                                                              |
| 1977                                     | 1980       | Jean-Clovis Reymond, | SFIO puis PS | Conseiller général du canton de Villamblard (1970-1980)                                      |
| 1980                                     | avril 2011 | Jean Fourloubey      | PS           | Retraité Conseiller général du canton de Villamblard (1988-2015)                             |
| avril 2011                               | mai 2020   | Michel Campagnaud    |              |                                                                                              |
| mai 2020                                 | En cours   | Jean-Luc Alary       |              |                                                                                              |

### Jumelages

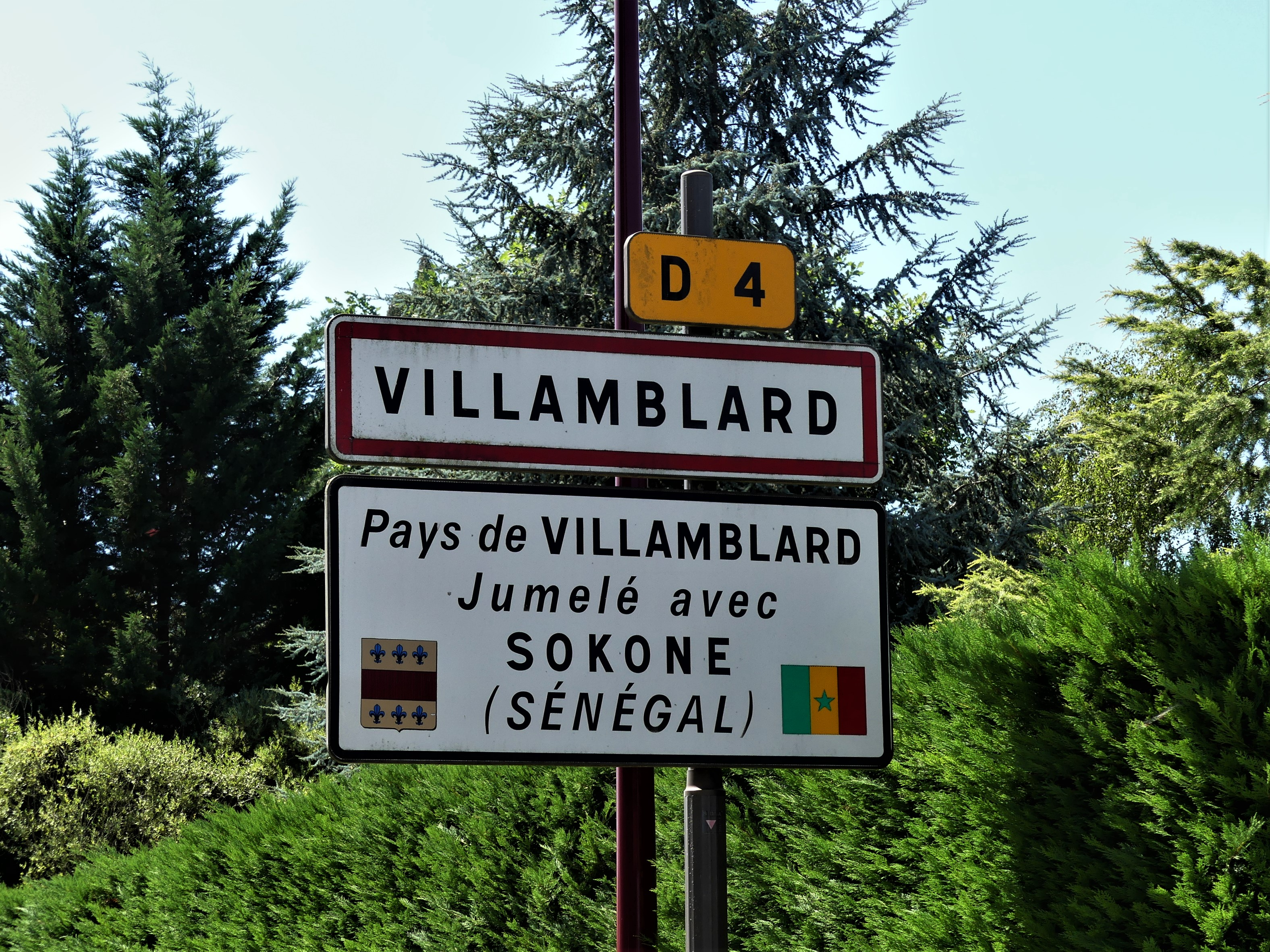
Panneau de jumelage du pays de Villamblard.

Le pays de Villamblard est jumelé avec la commune sénégalaise de Sokone.

## Équipements et services publics

### Santé
La commune compte une maison de santé rurale.

### Justice
En 2023, dans le domaine judiciaire, Villamblard relève : 
- du tribunal judiciaire, du tribunal pour enfants, du conseil de prud'hommes et du tribunal de commerce de Bergerac ;
- du pôle Nationalité du tribunal judiciaire de Périgueux (compétent uniquement dans le domaine de la nationalité) ;
- de la cour d'appel, du tribunal administratif et de la  cour administrative d'appel de Bordeaux.

## Population et société

### Démographie
L'évolution du nombre d'habitants est connue à travers les recensements de la population effectués dans la commune depuis 1793. Pour les communes de moins de 10 000 habitants, une enquête de recensement portant sur toute la population est réalisée tous les cinq ans, les populations de référence des années intermédiaires étant quant à elles estimées par interpolation ou extrapolation. Pour la commune, le premier recensement exhaustif entrant dans le cadre du nouveau dispositif a été réalisé en 2007.

En 2022, la commune comptait 870 habitants, en évolution de −0,34 % par rapport à 2016 (Dordogne : +0,37 %, France hors Mayotte : +2,11 %).
| 1793  | 1800  | 1806  | 1821  | 1831  | 1836  | 1841  | 1846  | 1851  |
| ----- | ----- | ----- | ----- | ----- | ----- | ----- | ----- | ----- |
| 1 120 | 1 231 | 1 232 | 1 260 | 1 309 | 1 221 | 1 292 | 1 281 | 1 406 |

| 1856  | 1861  | 1866  | 1872  | 1876  | 1881  | 1886  | 1891  | 1896  |
| ----- | ----- | ----- | ----- | ----- | ----- | ----- | ----- | ----- |
| 1 381 | 1 387 | 1 348 | 1 328 | 1 328 | 1 461 | 1 368 | 1 322 | 1 244 |

| 1901  | 1906  | 1911  | 1921 | 1926 | 1931 | 1936 | 1946 | 1954 |
| ----- | ----- | ----- | ---- | ---- | ---- | ---- | ---- | ---- |
| 1 221 | 1 031 | 1 014 | 818  | 830  | 834  | 811  | 864  | 806  |

| 1962 | 1968 | 1975 | 1982 | 1990 | 1999 | 2006 | 2007 | 2012 |
| ---- | ---- | ---- | ---- | ---- | ---- | ---- | ---- | ---- |
| 815  | 799  | 841  | 823  | 813  | 822  | 884  | 892  | 871  |

| 2017 | 2022 | - | - | - | - | - | - | - |
| ---- | ---- | - | - | - | - | - | - | - |
| 886  | 870  | - | - | - | - | - | - | - |

## Économie

### Emploi
En 2015, parmi la population communale comprise entre 15 et 64 ans, les actifs représentent 363 personnes, soit 42,2 % de la population municipale. Le nombre de chômeurs (quarante-quatre) a augmenté par rapport à 2010 (trente-six) et le taux de chômage de cette population active s'établit à 12,0 %.

### Établissements
Au 31 décembre 2015, la commune compte 113 établissements, dont cinquante-trois au niveau des commerces, transports ou services, vingt-deux relatifs au secteur administratif, à l'enseignement, à la santé ou à l'action sociale, quinze dans la construction, douze dans l'agriculture, la sylviculture ou la pêche, et onze dans l'industrie.

## Culture locale et patrimoine

### Lieux et monuments
- Château de Barrière (ruines du), XIIe et XVe siècles, inscrit aux monuments historiques en 1948[62]. Le premier bâtiment est un donjon carré en date du XIIe siècle. Le château fut agrandi au fil des siècles par les illustres familles de Barrière, de Lur, et de Taillefer, dont est issu le comte Wlgrin de Taillefer, grand historien du Périgord du XIXe siècle. Il reste aujourd'hui le logis nord et le logis ouest donnant sur le village, ainsi que la tour carrée et les restes d'une tour ronde dans l'alignement du logis nord. En 1809, le Comte de Taillefer est contraint de vendre le château qui est un gouffre de dépenses. Barrière fut démonté petit à petit, comme le logis Renaissance au sud dont il ne subsiste que la cave, ainsi que la plus grosse tour sud-ouest qui fut démolie pour faire passer la rue Haute. Un incendie ravagea le château en 1898, à la suite duquel il fut légué à la commune de Villamblard en 1924 par Alice Murat. Depuis 20 ans, l'association Wlgrin de Taillefer a mis en place avec la commune plusieurs étapes de sauvegarde et de restauration du château.
- Souterrain du tertre du Breuilh qui s'étendrait sous le sommet d'une colline dont le plateau est peut-être un ancien oppidum ou un ancien castrum[63].
- Église Saint-Pierre-ès-Liens des XVIIIe et XIXe siècles[64].
- Une stèle commémore le parachutage du 10 octobre 1941.

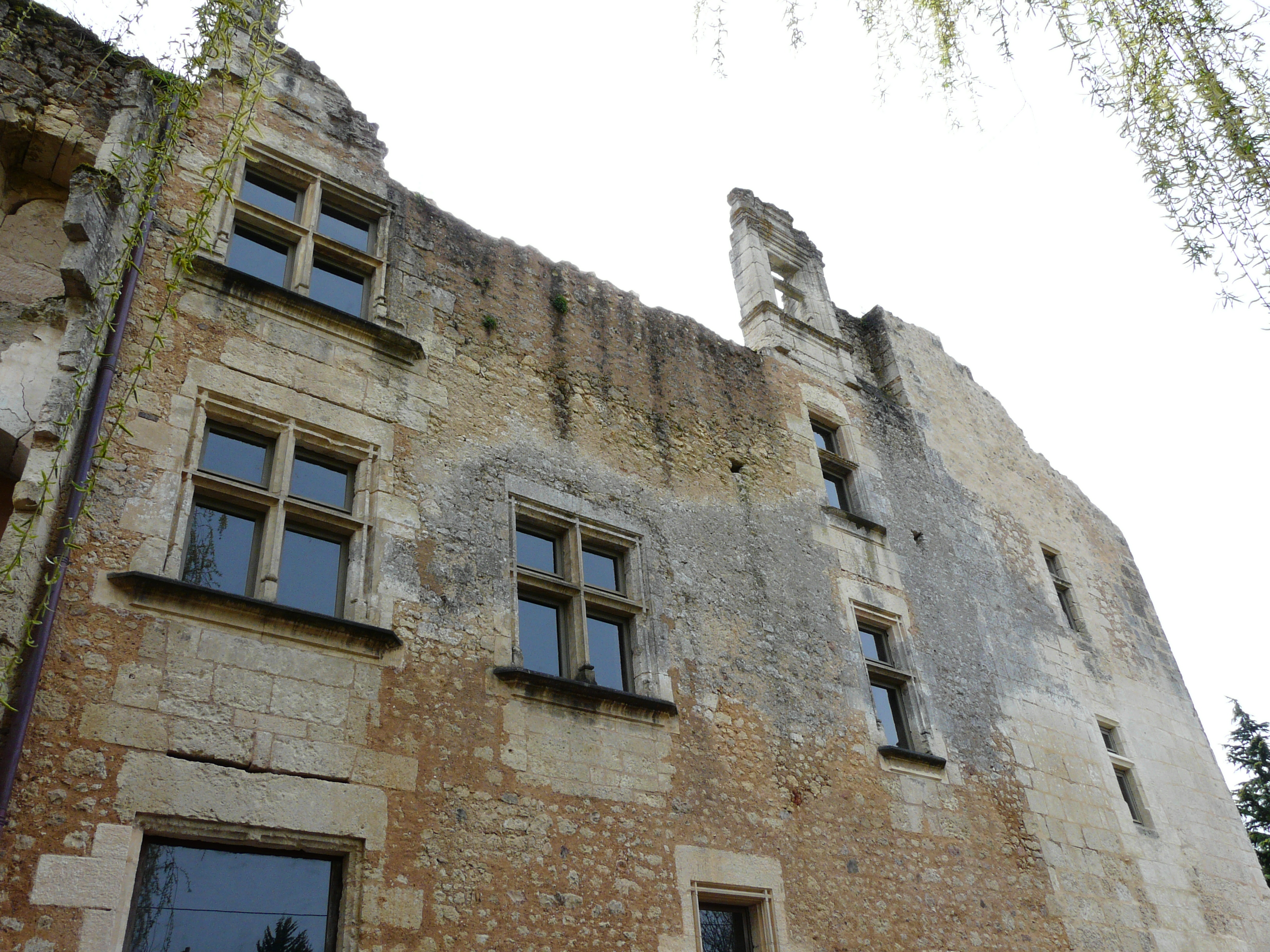
Les ruines du château de Barrière.
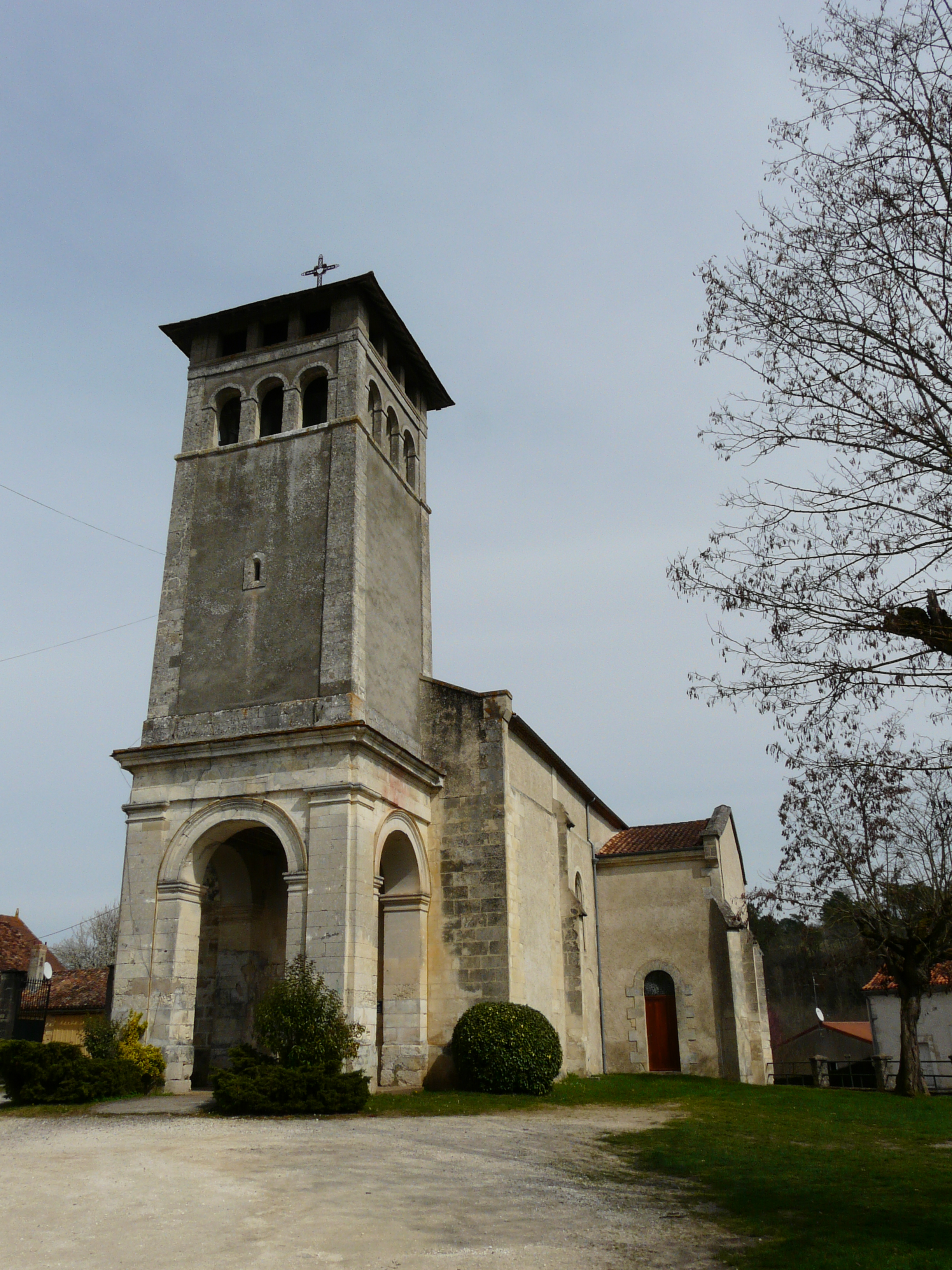
L'église Saint-Pierre-ès-Liens.
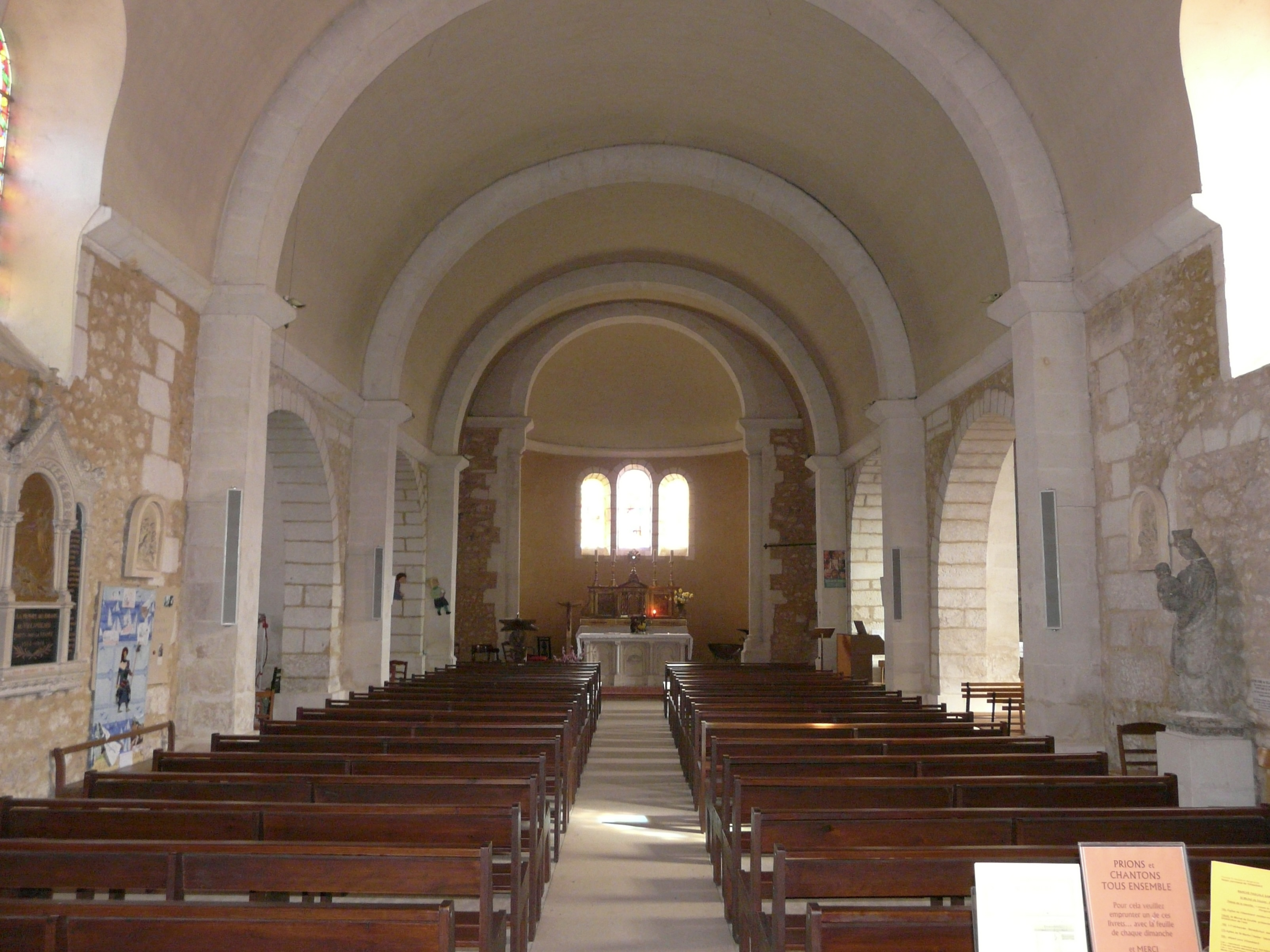
La nef de l'église.
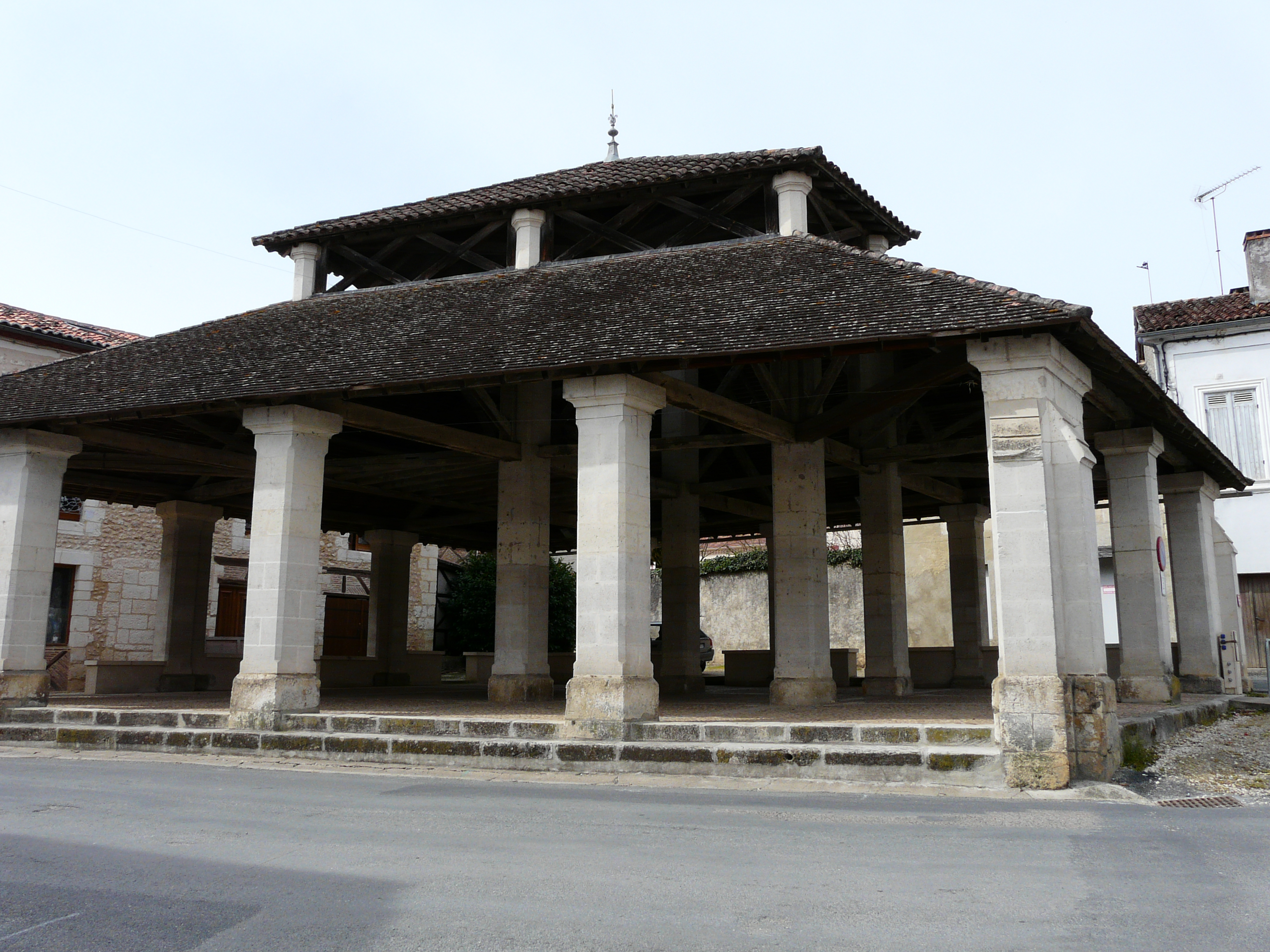
La halle.

### Personnalités liées à la commune
- Henry François Athanase Wlgrin de Taillefer (1761-1833), militaire, numismate, archéologue et historien, né au château de Barrière.
- Jean Pierre-Bloch (1905-1999), homme politique, résistant de la Seconde Guerre mondiale ; il organise, près de sa propriété de Villamblard, le premier comité de réception d'un parachutage combiné d'hommes et d'armes en France, qui a lieu dans la nuit du 10 au 11 octobre 1941.

### Héraldique
| Armes de Villamblard | Les armes de Villamblard se blasonnent ainsi : « d'or à la fasce de gueules accompagné de six fleurs de lys d'azur : trois en chef et trois en pointe » |